# Karate-Europameisterschaften 2015
Die 50. Karate-Europameisterschaften der European Karate Federation wurden vom 19. bis 22. März 2015 im Sinan Erdem Dome in Istanbul in der Türkei ausgetragen. Insgesamt starteten 482 Teilnehmer aus 47 Nationen.

## Medaillen Herren

### Einzel
| Kategorie     | Gold             | Silber           | Bronze                               |
| ------------- | ---------------- | ---------------- | ------------------------------------ |
| Kata          | Damián Quintero  | Mehmet Yakan     | Vu Duc Minh Dack Mattia Busato       |
| Kumite -60 kg | Luca Maresca     | Sofiane Agoudjil | Evgeny Plakhutin Matias Gomez Garcia |
| Kumite -67 kg | Niyazi Aliyev    | Burak Uygur      | Danil Domdjoni Manuel Rasero Ruiz    |
| Kumite -75 kg | Rəfael Ağayev    | Noah Bitsch      | Luigi Busa Rislans Sadikovs          |
| Kumite -84 kg | Nello Maestri    | Aykhan Mamayev   | Kenji Grillon Uğur Aktaş             |
| Kumite +84 kg | Slobodan Bitevic | Enes Erkan       | Martin Nestrovski Jonathan Horne     |

### Mannschaft
| Kategorie | Gold                                                                                             | Silber                                                                                                   | Bronze |
| --------- | ------------------------------------------------------------------------------------------------ | --- | --- |
| Kata      | Spanien José Carbonell Damián Quintero Francisco Salazar                                         | Italien Mattia Busato Alessandro Iodice Alfredo Tocco                                                    | Frankreich Lucas Jeannot Enzo Montarello Ahmed Zemouri Kroatien Ivan Ermenc Franjo Maškarin Damjan Padovan |
| Kumite    | Türkei Enes Erkan Gökhan Gündüz Emre İpek Rıdvan Kaptan Yaser Şahintekin Serkan Yağcı Ziya Yaşar | Frankreich Nadir Benaïssa Amin Bouazza Logan Da Costa Marvin Garin Kenji Grillon Lou Lebrun Lionel Nardy | Niederlande Ozan Arslan Geoffrey Berens Tyron-Darnell Lardy Lorenzo Manhoef Moreno Sheppard René Smaal Donovan Wold Aserbaidschan Panah Abdullayev Tural Aghalarzade Rafael Aghayev Shahin Atamov Asiman Gurbanli Orkhan Heydarli Aykhan Mamayev |

## Medaillen Damen

### Einzel
| Kategorie     | Gold                 | Silber            | Bronze                                    |
| ------------- | -------------------- | ----------------- | ----------------------------------------- |
| Kata          | Sandra Sánchez Jaime | Dilara Bozan      | Jasmin Bleul Veronika Miskova             |
| Kumite -50 kg | Bettina Plank        | Alexandra Recchia | Duygu Bugur Serap Özçelik                 |
| Kumite -55 kg | Emilie Thouy         | Tuba Yakan        | Jennifer Warling Cristina Ferrer Garcia   |
| Kumite -61 kg | Lucie Ignace         | Ana Lenard        | Ingrida Suchankova Irene Colomar Costa    |
| Kumite -68 kg | Alisa Buchinger      | Elena Quirici     | Marina Raković Cristina Vizcaino Gonzalez |
| Kumite +68 kg | Masa Martinovic      | Meltem Hocaoğlu   | Helena Kuusisto Nadège Ait-Ibrahim        |

### Mannschaft
| Kategorie | Gold                                                              | Silber                                                                | Bronze |
| --------- | ----------------------------------------------------------------- | --------------------------------------------------------------------- | --- |
| Kata      | Türkei Dilara Bozan Rabia Küsmüş Gizem Şahin                      | Deutschland Jasmin Bleul Christine Heinrich Sophie Wachter            | Italien Sara Battaglia Viviana Bottaro Michela Pezzetti Spanien Sonia García Sheila Jorge Paula Rodríguez                        |
| Kumite    | Kroatien Ana-Marija Bujas Čelan Ana Lenard Azra Saleš Ivona Tubić | Russland Vera Kovaleva Tatiana Oparina Inga Sheroziya Ivanna Zaytseva | Türkei Merve Baltay Merve Çoban Serap Özçelik Tuba Yakan Österreich Alisa Buchinger Stephanie Kaup Bettina Plank Nathalie Reiter |

## Medaillenspiegel
Ausrichter 
| Platz | Land           | Gold | Silber | Bronze | Gesamt |
| ----- | -------------- | ---- | ------ | ------ | ------ |
| 1     | Spanien        | 3    | 0      | 6      | 9      |
| 2     | Türkei         | 2    | 6      | 3      | 11     |
| 3     | Frankreich     | 2    | 3      | 4      | 9      |
| 4     | Italien        | 2    | 1      | 3      | 6      |
| 5     | Kroatien       | 2    | 1      | 2      | 5      |
| 6     | Aserbaidschan  | 2    | 1      | 1      | 4      |
| 7     | Österreich     | 2    | 0      | 1      | 3      |
| 8     | Serbien        | 1    | 0      | 0      | 1      |
| 9     | Deutschland    | 0    | 2      | 3      | 5      |
| 10    | Russland       | 0    | 1      | 1      | 2      |
| 11    | Schweiz        | 0    | 1      | 0      | 1      |
| 12    | Finnland       | 0    | 0      | 1      | 1      |
|       | Tschechien     | 0    | 0      | 2      | 2      |
|       | Slowakei       | 0    | 0      | 1      | 1      |
|       | Luxemburg      | 0    | 0      | 1      | 1      |
|       | Lettland       | 0    | 0      | 1      | 1      |
|       | Montenegro     | 0    | 0      | 1      | 1      |
|       | Nordmazedonien | 0    | 0      | 1      | 1      |
|       | Niederlande    | 0    | 0      | 1      | 1      |
| Total | Total          | 16   | 16     | 32     | 64     |